# コズミックルスト
コズミックルスト、またはコスミックルスト（Cosmic Rust）とは、『トランスフォーマー』シリーズに登場する架空の病気。日本版では宇宙サビという名称も使われた。

## 概要
初登場は、『戦え!超ロボット生命体トランスフォーマー』第48話「恐怖のコスミックルスト!(Cosmic Rust)」。太古の昔にサイバトロンが進出した惑星アンティラに降り注いだ小惑星群に付着していた病原体による感染症である。アンティラに上陸したメガトロンが、地球へ帰還中に胸に突き刺さった小惑星の破片から感染したこと、コンボイが感染させられたパーセプターに触って感染したことから、コズミックルストは接触感染によって伝染するものと考えられる。
また、アンティラの神殿に収納されていた兵器であるレーザーホタル特有のエネルギーで活動が活性化される。

## 症状
病原菌によって体中を赤錆に蝕まれ、極度に強度が低下する。治療が行われなかった場合、最終的には全身が朽ち果て、死に至る。アンティラに進出したサイバトロンは治療法を発見できなかったため、全滅している。その感染力や危険性などから、パーセプターは地球のペストに例えている。

## 治療及び予防
パーセプターの発明した防錆剤「サビストップ」の塗布によって、予防および治療が可能。しかしこのサビストップは原料が希少なため、大流行が発生した場合は対処が困難である。

## 劇中での流行状態
先に述べたように、この病気は感染したメガトロンによって地球に持ち込まれた。メガトロンは治療のためパーセプターを拉致、サビストップで治療させると、今度はパーセプターを媒介にまずはコンボイ、そしてサイバトロン全体に流行させた。この時点でサビストップは底をついていたため、サイバトロンはホイルジャックが開発中であった物質複製機を急遽完成させ、それ以前にサビストップを塗布した自由の女神の表面からサンプルを採取、それを複製することで事なきを得た。

## 兵器への転用

### 『トランスフォーマー バイナルテック』にて
デストロン・コンバットロン兵士スィンドルは、コズミックルストを利用した戦術兵器を作り上げ、地球に駐留するサイバトロン戦士たちを標的に使用した。これにより多くのサイバトロン戦士が死の淵に追いやられることとなった。

#### サイバトロン、および地球防衛軍の対応
スィンドルによる改良によって病原体にサビストップ耐性がついていたからなのか、地球にサビストップが無かったからなのかは定かではないが、サビストップによる治療ではなく、別の方法がとられた。それが、地球人の手で新しいサイバトロン戦士の肉体を造り、人格を移植するという「バイナルテック・プロジェクト」である。

### 『トランスフォーマー アニメイテッド』にて
『トランスフォーマー アニメイテッド』にも同名のウイルスが登場しており、ディセプティコンの一人であるオイルスリックが細菌兵器として使用している。
本作品の世界観は、ジェネレーション1との繋がりの有無が曖昧に描かれているため、初代やバイナルテックに登場したものと同一であるかは不明。

### 実写映画版『トランスフォーマー』シリーズにて
実写映画版の第3作目『トランスフォーマー/ダークサイド・ムーン』では、オプティマス・プライムの師である先代プライムのセンチネル・プライムの使用する武器に、コズミックルストを濃縮した弾丸を放つ腐食銃が登場する。ディセプティコンに寝返っていたセンチネルは中盤に本性を表すと、この銃でアイアンハイドを射殺した。
劇中ではセンチネルの接近戦武器であるプライマックス・ブレードやエナジョン・シールドに比べて使用頻度は低かったが、ノベライズ版ではセンチネルのメイン武器となっており、ツインズを殺害したほか、センチネル自身も最後はこの腐食銃でオプティマスに倒されている。

### 『Hasbro Universe』にて
IDWパブリッシングから刊行されたアメコミシリーズの一つ『モア・ザン・ミーツ・ジ・アイ』にて、赤錆病（レッドルスト）という病気が登場する。接触感染で伝染するのはコズミックルストと共通だが、腐食された眼窩から血の涙のように錆が生じるなどと、エボラ出血熱に似た症状を引き起こす。しかしコズミックルストとの違いとして、こちらは変形することでトランスフォーム・コグを介して体全体に広まっていくため、感染しても変形するまではウイルスは休眠状態にあるという性質がある。
劇中ではオートボットの医療士官ファーマが、自身が統括した惑星メッサテインの医療施設デルファイを閉鎖させるために、スピーカーユニットに合体変形するディセプティコンのソニックとブームを雇い、自身が開発した音響爆弾にレッドルストのウイルスを仕込ませて院内を混乱に陥れた。